# António Egas Moniz
António Caetano de Abreu Freire (Egas Moniz) (Avanca, 29 november 1874 – Lissabon, 13 december 1955) was een Portugees neuroloog, en de eerste Portugese Nobelprijswinnaar. Hij won in 1949 de Nobelprijs voor de Fysiologie of Geneeskunde "voor de ontdekking van het therapeutische effect van lobotomie". Hij deelde de prijs met Walter Rudolf Hess, die de prijs voor een ander onderzoek kreeg.
De toekenning van de Nobelprijs aan Moniz wordt tegenwoordig gezien als een van de meest controversiële toekenningen in de geschiedenis van de Nobelprijs. De door hem ontwikkelde methode wordt als barbaars gezien en wordt niet meer routinematig toegepast.

## Levensloop
Moniz werd geboren in Portugal als zoon van Fernando de Pina Rezende Abreu en Maria do Rosario de Almeida e Sousa. Hij studeerde medicijnen aan de Universiteit van Coimbra, en daarna neurologie in Bordeaux en Parijs. In 1902 keerde hij terug naar de Universiteit van Coimbra als hoofd van het Departement van Neurologie. Een jaar later vertrok hij echter weer om een carrière in de politiek te beginnen. In 1918 werd hij minister van Buitenlandse Zaken. Tijdens de Eerste Wereldoorlog, in 1918 en 1919, was hij ambassadeur in Spanje. In die functie leidde hij de Portugese delegatie tijdens de Parijse vredesonderhandelingen in 1918 en ondertekende hij de Vrede van Versailles namens zijn land. Hij moest zijn politieke carrière als liberaal republikein opgeven toen in 1922 een meer conservatieve regering aan de macht kwam.
In 1922 verliet hij de politiek en keerde terug naar de Universiteit van Lissabon, waar hij tot 1944 professor neurologie was. In 1927 ontwikkelde hij cerebrale angiografie, een techniek om met röntgenstraling aderen en bloedvaten zichtbaar te maken door deze te injecteren met een mengsel met hoge dichtheid. Hierdoor konden artsen voor het eerst ook de bloedvaten zichtbaar maken op röntgenfoto's en zo verschillende neurologische, ziektes zoals tumoren, opsporen. Deze methode wordt vandaag de dag nog veel toegepast. Voor deze ontdekking kreeg hij de Osloprijs.
Na het bijwonen van het International Neurological Congress van augustus 1935, waar Carlyle F. Jacobsen en John Fulton op hun populair symposium de frontale kwab van een agressieve chimpansee "Becky" verwijderden om het gedrag ervan dusdanig te wijzigen dat het was "[...]alsof het dier de vrolijkheidscultus van Elder Micheaux had betreden, en zijn zorgen bij de Heer had nagelaten!", besloot Moniz de techniek uit te proberen op mensen. Op 11 november 1935 begon hij aan een reeks van 20 operaties. Een zwaar depressieve en aan achtervolgingswaanzin lijdende mevrouw M. van 63 jaar oud zou als eerste behandeld zijn geweest. Twee gaatjes werden geboord aan de zijkant van de schedel, waardoor via een injectienaald, alcohol werd ingespoten om de bestaande neurale verbindingen weg te branden. Twee maanden later werd mevrouw M. genezen verklaard van haar aandoeningen. Recentere gegevens van de vrouw zijn niet bekend.
In 1936 ontwikkelden Egas Moniz en zijn helper Almeida Lima voor het eerst een methode om het axon dat de thalamus verbindt met de prefrontale cortex te verbreken. Dit leidde tot een chirurgische ingreep die bekend werd als lobotomie, hoewel dit eigenlijk een term is voor een breder scala aan chirurgische procedures. De methode bleek goed bruikbaar bij de behandeling van psychische aandoeningen. In de tien jaar erop werd deze methode wereldwijd gebruikt. Tegenwoordig wordt deze behandeling als nogal barbaars beschouwd. Dit onderzoek leverde Moniz naast de Nobelprijs nog tal van andere prijzen op.
In 1939 werd Moniz neergeschoten door een psychiatrische patiënt en werd hierbij getroffen in de ruggengraat, maar hij overleefde de aanslag en herstelde volledig. De patiënt gaf aan het niet eens te zijn met de lage dosis medicijnen die hij van Moniz kreeg. António Egas Moniz stierf in 1955 aan de gevolgen van hematemese.